# Pipistrellus pygmaeus
Pipistrellus pygmaeus é uma espécie de morcego da família Vespertilionidae. Pode ser encontrada na Europa. Recentemente separado do Pipistrellus pipistrellus.